# Aire urbaine de Joigny
L'aire urbaine de Joigny est une aire urbaine française centrée sur la ville de Joigny.

## Caractéristiques
D'après la définition qu'en donne l'INSEE, l'aire urbaine de Joigny est composée de 6 communes, situées dans l'Yonne. Ses 12 344 habitants font d'elle la 335e aire urbaine de France.
Une seule commune de l'aire urbaine est un pôle urbain.
Le tableau suivant détaille la répartition de l'aire urbaine sur le département (les pourcentages s'entendent en proportion du département) :
| Département | Communes | Communes (%) | Superficie (km²) | Superficie (%) | Population (1999) | Population (%) |
| ----------- | -------- | ------------ | ---------------- | -------------- | ----------------- | -------------- |
| Yonne       | 6        | 1,3          | 83,28            | 1,1            | 12 344            | 3,7            |

## Communes
Voici la liste des communes françaises de l'aire urbaine de Joigny.
| Code INSEE | Commune          | Type                  | Département | Superficie (km²) | Population (1999) | Densité (hab./km²) |
| ---------- | ---------------- | --------------------- | ----------- | ---------------- | ----------------- | ------------------ |
| 89037      | Béon             | Commune monopolarisée | Yonne       | +0015,41         | +00 000476,       | +00030,89          |
| 89078      | Champvallon      | Commune monopolarisée | Yonne       | +0006,83         | +00 000485,       | +00071,01          |
| 89079      | Chamvres         | Commune monopolarisée | Yonne       | +0005,58         | +00 000643,       | +00115,23          |
| 89206      | Joigny           | Pôle urbain           | Yonne       | +0044,89         | +00010 032,       | +00223,48          |
| 89230      | Looze            | Commune monopolarisée | Yonne       | +0006,36         | +00 000425,       | +00066,82          |
| 89289      | Paroy-sur-Tholon | Commune monopolarisée | Yonne       | +0004,21         | +00 000283,       | +00067,22          |
|            | Total            |                       |             | +0083,28         | +00012 344,       | +00148,22          |